# 駐車場法
駐車場法（ちゅうしゃじょうほう、昭和32年5月16日法律第106号）は、都市における自動車の駐車のための施設の整備に関し必要な事項を定めることにより、道路交通の円滑化を図り、もって公衆の利便に資するとともに、都市の機能の維持および増進に寄与することに関する法律である。

## 構成
- 第一章　総則（第1条―第2条の2）
- 第二章　駐車場整備地区（第3条―第4条の2）
- 第三章　路上駐車場（第5条―第9条）
- 第四章　路外駐車場（第10条―第19条）
- 第五章　建築物における駐車施設の附置及び管理（第20条―第20条の3）
- 第六章　雑則（第20条の4）
- 第七章　罰則（第21条―第24条）
- 附則

## 駐車場の分類
- 路上駐車場

駐車場整備地区内の道路の路面に一定の区画を限つて設置される自動車の駐車のための施設であつて一般公共の用に供されるもの
- 路外駐車場

道路の路面外に設置される自動車の駐車のための施設であつて一般公共の用に供されるもの